# Literatura del Musar
El Musar és una corrent espiritual i literària que ofereix una sèrie d'instruccions concretes sobre com viure una vida ètica i amb sentit. El Musar és una ètica basada en la idea que mitjançant el cultiu de les virtuts interiors, podem millorar nosaltres mateixos, en un clar contrast amb la major part dels ensenyaments ètics del judaisme, que estan basats en la Torà. Actualment, un gran nombre de persones se senten atretes per l'estudi i la pràctica del Musar, perquè aquesta disciplina els ofereix una oportunitat de transformació personal, mitjançant una filosofia jueva.

## Història
A l'edat mitjana, el Moviment del Musar va esdevenir una disciplina centrada en la virtut, de manera oposada a una ètica basada tan sols en el compliment dels manaments (mitsvot), la pràctica de treballar per refinar el caràcter d'un mateix per esdevenir una persona millor, serveix també per acostar-nos a Déu. Durant segles, el Musar va ser un estudi i una pràctica personal. La literatura del Musar va continuar creixent, a mesura que els estudiants de moltes i diferents comunitats jueves, escrivien consells pràctics sobre com esdevenir millor persona. Els llibres del Musar eren considerats com a part de la literatura jueva, al segle xix, el Rabí Yisroel Salanter va crear el moviment modern del Musar.

## Obres principals
- Emunoth ve-Deoth (en hebreu: אמונות ודעות), és el nom d'un text de la filosofia del judaisme que va ser escrit l'any 933 per Saadia Gaon, aquest llibre és considerat com un dels primers intents de racionalitzar la fe jueva.[1]

- Chovot ha-Levavot (en hebreu: חובות הלבבות) (en català: Els deures del cor), és l'obra principal del rabí i filòsof jueu, Bahya ben Joseph ibn Pakuda. Es creu que el rabí va viure a Saragossa, Aragó, durant la primera meitat del segle xi. El llibre va ser escrit l'any 1040, amb el títol "Llibre dels deures del cor" (en àrab: كتاب الهداية الى فرائض القلوب). L'obra va ser traduïda a l'idioma hebreu, per Judah ben Saul ibn Tibbon, durant els anys 1161 i 1180.[2]

- Orchot Tzadikim (en hebreu: אורחות צדיקים) (en català: els camins dels justs) (1542, Alemanya). Aquest llibre va ser l'obra d'un autor anònim, el llibre va ser escrit en ídix, i fa servir una analogia culinària, per descriure la composició espiritual d'una persona, portant a molts a especular que l'obra va ser escrita per una dona.[3]

- Mesilat Yesharim (en hebreu: מסילת ישרים) (en català: el camí dels rectes). El Rabí Moisès Chaim Luzzatto va escriure aquesta obra com una guia explícita per esdevenir una persona piadosa, que viu per sobre dels mínims requeriments de la Halacà, la Llei jueva. Luzzatto pensava que calia ensenyar als estudiants rabínics, a centrar-se més en la seva conducta personal, i calia dedicar menys temps a l'estudi del Talmud de Babilònia. El llibre va ser imprès a Amsterdam en 1740.[4]

- Cheshbon ha-Nefesh (una comptabilitat de l'ànima, 1812, Ucraïna). Aquesta obra va ser escrita pel Rabí Menachem Mendel Levin, aquest llibre del Musar, conté un programa sistemàtic per a la pràctica diària.[5]

- Pele Yoetz (1824, Constantinoble). Aquest llibre és una obra del Rabí Eliezer Papo, i va ser estudiat de forma extensiva per una àmplia població, formada tant per les elits, com per la gent normal i corrent. Té 391 capítols, que inclouen diversos consells pràctics relatius als juraments, els somnis, i a l'equilibri de les coses.[6]

- Ohr Yisrael ("La Llum d'Israel", 1890, Lituània). Aquest llibre és una obra del Rabí Yisroel Salanter, l'obra conté moltes de les seves cartes i assajos. El llibre inclou una carta que convida als estudiants, a compartir l'ensenyament del Musar amb altres persones.[7]